# Ostheim vor der Rhön

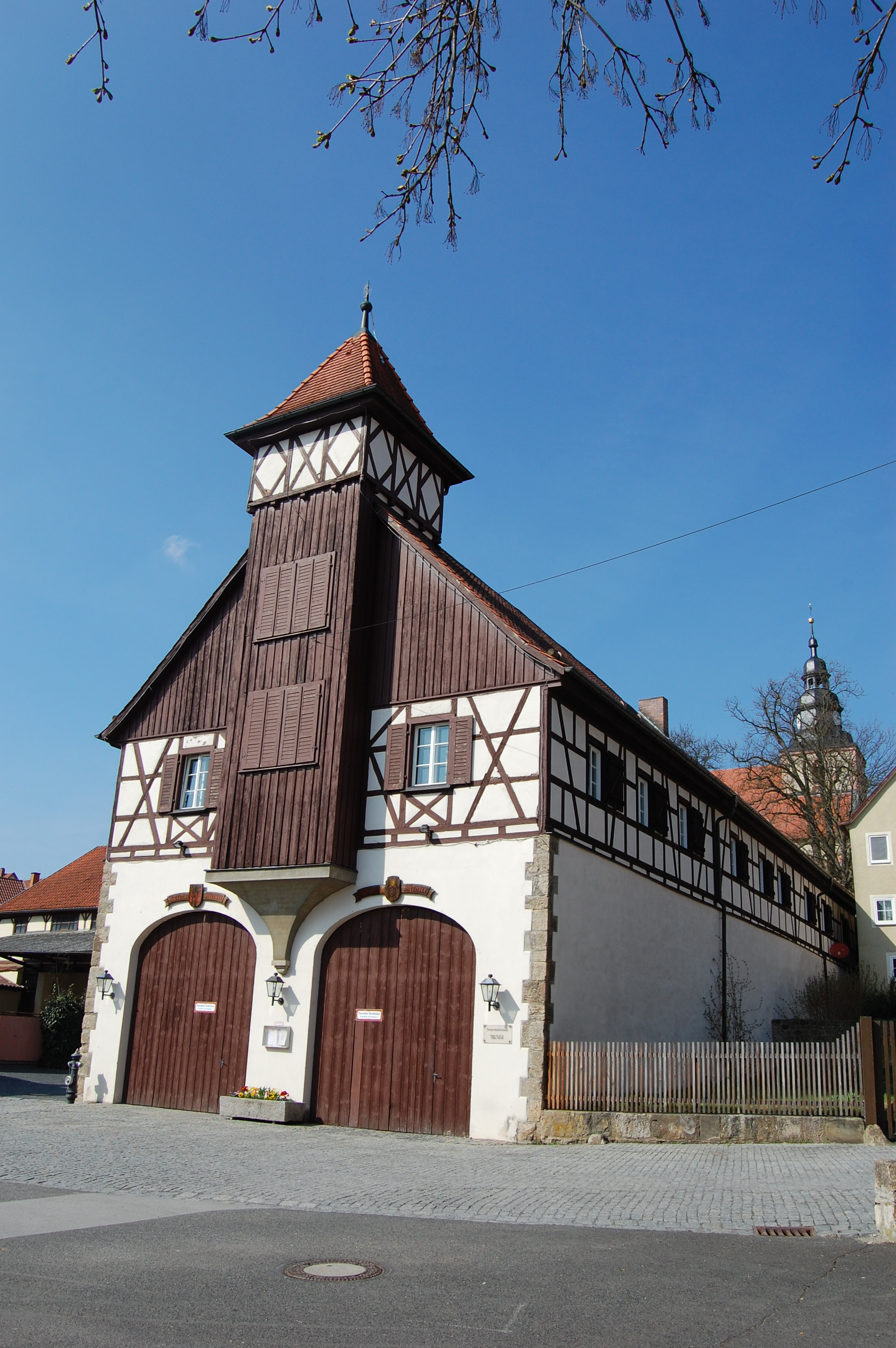
Ostheim vor der Rhön

Ostheim vor der Rhön este un oraș din Franconia Inferioară, landul Bavaria, Germania.